# Goranci (narod)
Goranci ili Gorani su slavenska etnička zajednica u područjima Gore, na sjevernim obroncima Šar-planine i tromeđi Kosova, Albanije i Makedonije. Zbog udaljenosti ovoga područja od glavnih putnih pravaca, još uvijek su u velikoj mjeri očuvani elementi govornog jezika iz 18. stoljeća pa i elementi staroslavenskog jezika. Svoj jezik nazivaju n(a)šenski, a najbliži je makedonskom jeziku ili staroštokavskom srpskom jeziku (na kojemu je pisan i Dušanov zakonik). Islamske su vjeroispovjedi. Prva džamija u selu Mlike sagrađena je 688. godine po hidžri, a na starim temeljima je natpis da je Ahmed-aga Pir obnovio džamiju 1238., što svjedoči i tarih džamije u Mlikama.

## Život i običaji Goranaca
Goranci danas na Kosovu žive u selima: Backa, Brod, Dikance, Globočica, Gornja Rapca, Kruševo, Kukaljane, Lještane, Ljubovište, Mlike, Orčuša, Radeša, Restelica, Veliki Krstec, Vranište, Zli Potok, Mali Krstec, Donja Rapča. Ima ih također u devet sela sjeverne Albanije, uz granicu s Kosovom. Prema općinskim podatcima u području Dragaša i okoline ima ih 13 000 te oko 12 000 po drugim državama.
Goranci se u području Gore tradicijski bave stočarstvom, točnije uzgojem ovaca i rjeđe krupne stoke. Tipična goranska hrana je ovčji sir, sličan parmezanu, ali mekši. Od poznatih specijaliteta imaju bureke, baklave i piće zvano boza, načinjeno od brašna i šećera. Boza je bila osobito poznata u Srbiji gdje god je bilo Goranaca. Goranci koji su odlazili na rad van svog matičnog područja općenito su otvarali slastičarnice i prodavali slastice. Mjesno stanovništvo često ih je iz neupućenosti nazivalo  Šiptarima, no oni sebe nazivaju Gorani.
Po vjeri Goranci su muslimani-suniti i svako selo ima svoju džamiju. Navodno je među njima bilo nekada derviša, a u selima Brod, Radeša, Restelica i Zli Potok i 'tarikata', bratstvo sufija. Jedna od njihovih tekija („Selim dedo tekija”) i danas se nalazi u selu Restelica. Goranci su na islam prešli vjerojatno u 17. i 18. stoljeću, za vrijeme okupacije Osmanskoga carstva. Prema njima samima islam su primili od 'Halepovaca' (iz grada Alepa) prije nego što su došli Turci. Oni su, prema njima, stigli u selo Kruševo iz Sirije. Kakvim su to poslom 'Halepovci' stigli u Goru, nije poznato. Uz Islam, Goranci su također sačuvali neke kršćanske blagdane. Svake godine na dan šestog svibnja, za svetoga Jurja (Đorđa), okuplja se uz slavlje cijela zajednica Goranaca pokraj sela Vranište. Žene na glavama tradicijski nose bijele marame. Ženskoj goranskoj nošnji svojstvene su duge crne jakne - terlik, ukrašene zlatnim vezom.

## Položaj Goranaca - danas
Gorance kao narod priznaju Kosovo i Srbija. Žive na tromeđi Makedonije, Albanije i Kosova. Ima ih oko 40000, trenutačno u Gori živi između 6000-7000 Goranaca. I danas čuvaju svoj identiteta bez obzira na to što se vršila asimilacija kako bi bili predstavljeni Bošnjacima.
Prema Ustavu Kosova, Goranci imaju jedno zagarantirano zastupničko mjesto u kosovskom parlamentu. Na parlamentarnim izborima održanim 6. listopada 2019. od političkih stranaka koje zastupaju Gorance, najviše glasova je dobila Jedinstvena goranska partija i dobila je zastupničko mjesto zajednice Goranaca.

## Poznati Goranci
- Fahrudin Jusufi, nogometaš[2]
- Miralem Sulejmani, nogometaš[3]
- Almen Abdi, nogometaš
- Zufer Avdija, košarkaš
- Deni Avdija, košarkaš
- Zejnel Zejneli, pisac
- Hamid Isljami, pjesnik
- Pajazit Pomak, sveuč. profesor
- Jusuf Baliboga, sveuč. profesor
- Šefik Bajmak, sveuč. profesor
- Alija Mandak, sveuč. profesor
- Ibro Bait, zastupnik u srbijanskoj skupštini, diplomat, pregovarač u Rambujeu
- Malić Pelivanović, zastupnik u srbijanskoj skupštini
- Mehmed Pelivanović, humanist
- Rasim Junuzović, ultramaratonac
- Veldin Hodža, hrvatski nogometni u-21 reprezentativac